# Guido Buchwald
Guido Ulrich Buchwald (Berlim, 24 de janeiro de 1961) é um ex-futebolista e treinador de futebol alemão que atuava como zagueiro. Seu trabalho mais conhecido foi no time japonês do Urawa Red Diamonds entre 2004 e 2006. Hoje é olheiro do VfB Stuttgart, clube onde mais se destacou. Antes, era diretor de futebol do Stuttgarter Kickers, clube onde iniciou a carreira em 1979.

## Carreira

### Stuttgart
Em clubes, destacou-se com a camisa do VfB Stuttgart, onde atuou entre 1983 e 1994, com 325 partidas disputadas e 28 gols marcados. Em 20 anos como jogador, notabilizou-se por ser um "zagueiro-artilheiro" ao marcar 60 gols.

### Urawa e Karlsruhe
Buchwald também atuou por Urawa Red Diamonds (1994-97) e Karlsruhe, onde também jogou por 2 temporadas antes de encerrar a carreira em 1999, aos 38 anos.

## Carreira como técnico e diretor de futebol
Depois da aposentadoria, Buchwald trabalhou como diretor de futebol do Karlsruhe até 2001 - foi técnico interino da agremiação por 2 jogos, em outubro de 1999. Em 2004, assumiu o Urawa Red Diamonds, onde trabalharia até dezembro de 2006, conquistando a J. League daquele ano e o prêmio de melhor técnico da competição.
Em junho de 2007, assinou com o Alemannia Aachen para o lugar de seu ex-companheiro de seleção
Michael Frontzeck, num contrato válido por 2 anos. O ex-zagueiro permaneceu apenas 5 meses no cargo.
Entre 2010 e 2013, trabalhou como diretor de futebol do Stuttgarter Kickers, clube onde foi revelado e onde exerceu interinamente o comando técnico em 2012, substituindo Dirk Schuster. Atualmente, Buchwald é olheiro do Stuttgart.

## Seleção Alemã (ocidental e reunificada)
Em 1980, Buchwald fez uma partida pela Seleção Alemã-Ocidental sub-21. Atuou ainda pela equipe olímpica entre 1983 e 1984, e fez sua estreia pela equipe principal neste último ano, mas ficou de fora do elenco que disputou a Copa de 1986.
Disputou duas Eurocopas (1988 e 1992), sendo vice-campeão na segunda, perdendo para a Dinamarca. Na Copa de 1990, onde a Alemanha (então Ocidental) foi a campeã, coube a Buchwald marcar o astro argentino Diego Armando Maradona, função que seria desempenhada com êxito.
O zagueiro ainda participou da Copa de 1994, aos 33 anos, mas não conseguiu evitar a surpreendente eliminação para a Bulgária. Este revés foi decisivo para que Buchwald decidisse pela aposentadoria da seleção, saindo com 76 jogos disputados e 4 gols marcados.

## Títulos como Jogador
VFB Stuttgart
- Bundesliga: 1983–84, 1991–92
- Supercopa da Alemanha: 1992

Seleção Alemã
- Copa do Mundo FIFA: 1990

### Prêmios Individuais
- Melhor jogador da J-League: 1995, 1996

## Títulos como técnico
Urawa Red Diamonds
- J.League: 2006
- Copa do Imperador: 2005, 2006
- Supercopa do Japão: 2006

### Prêmios Individuais
- Técnico do ano na J-League: 2006